# Tricimba occidentalis
Tricimba occidentalis är en tvåvingeart som beskrevs av Curtis W. Sabrosky 1938. Tricimba occidentalis ingår i släktet Tricimba och familjen fritflugor. Inga underarter finns listade i Catalogue of Life.